# Abierto Mexicano Telcel 2023
Abierto Mexicano Telcel 2023 — тенісний турнір, що проходив на кортах з твердим покриттям у місті Акапулько, Мексика з 27 лютого до 5 березня. Належав до категорії ATP 500.

## Фінальна частина

### Одиночний розряд
Алекс де Мінор —  Томмі Пол 3–6, 6–4, 6–1

### Парний розряд
Александер Ерлер /  Лукас Мідлер —  Натаніел Ламмонс /  Джексон Вітроу 7–6(11–9), 7–6(7–3)